# Mèdium
|  | Per a altres significats, vegeu «medium». |

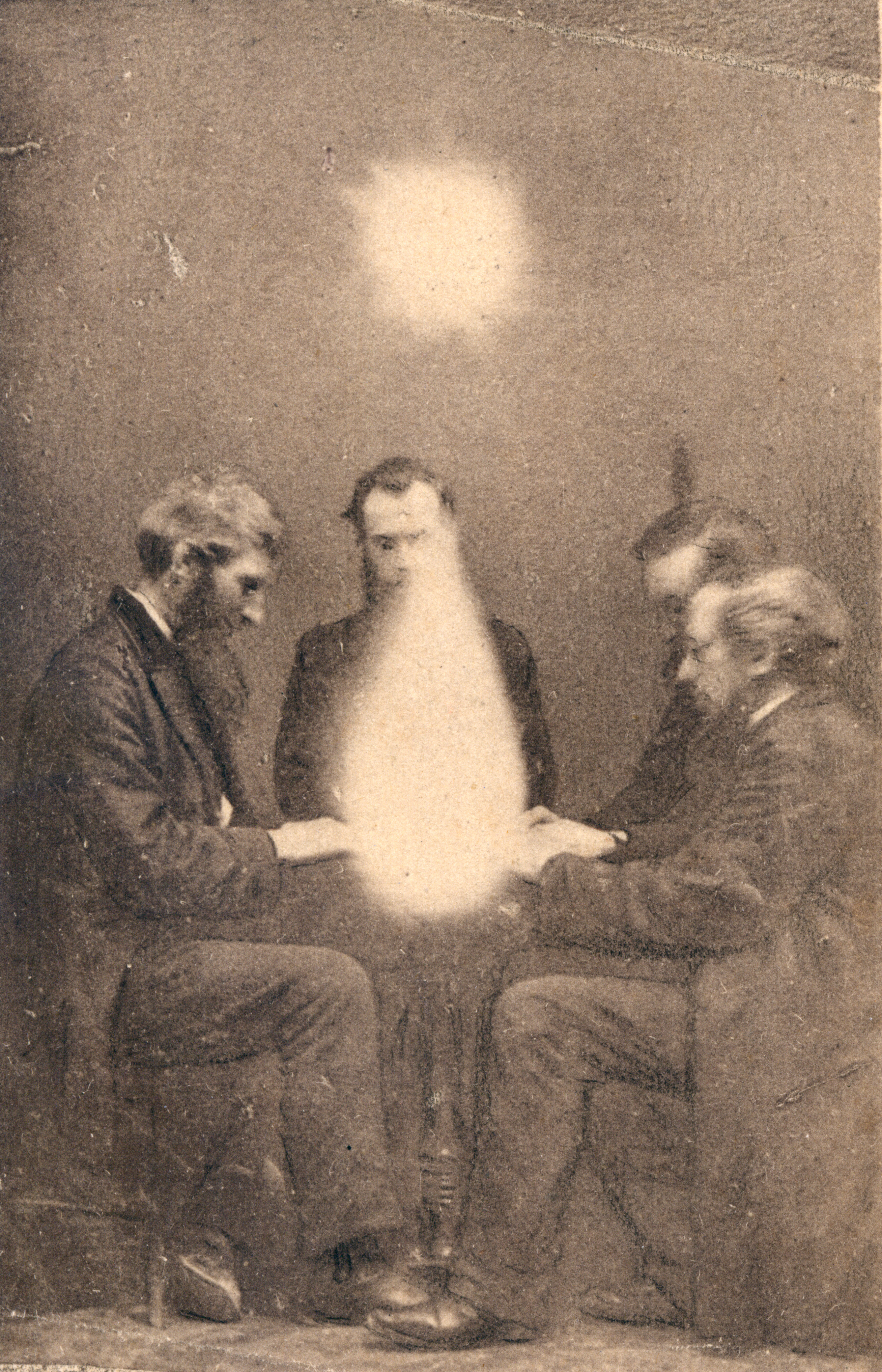
Sessió d'espiritisme (American Philosophical Society Library, 1872)

Un mèdium és una persona que seria sensible a una altra dimensió o que afavoriria (voluntàriament o no) les manifestacions que provindrien d'una altra dimensió. Aquesta altra realitat pot ser l'inframon (món dels difunts, dels esperits, dels àngels, dels dimonis, de Déu), o qualsevol altre «univers» no perceptible pels cinc sentits.
La mediumnitat és una facultat considerada en el marc:
- de religions com el pentecostalisme, el Renaixement carismàtic, l'espiritualisme modern, el Cao Dai, l'antoinisme, l'animisme, el vodú, el candomblé, el Palo i les diverses formes d'espiritisme;
- algunes branques del budisme tibetà, com el Bön o Nyingma, de les quals procedeixen els oracles tibetans;
- una filosofia com la doctrina espiritista d'Allan Kardec;
- pràctiques com el channelling;
- una tradició com el mazzerisme de Còrsega, el xamanisme i el druïdisme;
- una professió com la clarividència;
- experiències místics, visions o d'èxtasi;
- cas de possessió;
- activitats no espirituals com la parapsicologia.

En la cultura occidental moderna, els mèdiums generalment s'associen amb el moviment espiritista o el domini del sobrenatural.
La paraula mèdium apareix al segle xix per qualificar essencialment individus prop dels quals fenòmens inexplicats es produeixen. Allan Kardec pren el terme per a les persones sensibles a la influència del que ell anomena els «esperits». Kardec publica el primer estudi sobre els mèdiums a El llibre dels mèdiums i estableix una classificació. Per això, la paraula mèdium caracteritza sobretot el vocabulari espiritista, encara que també sigui utilitzada per altres corrents de pensament. La classificació definida per Kardec el 1861 no va ser significativament modificada per altres autors. Per exemple:
- mèdiums escrivents: escriuen de manera involuntària sota l'acció d'esperits;
- mèdiums auditius: senten els esperits;
- mèdiums vidents: veuen els esperits;